# Salix hirticaulis
Salix hirticaulis är en videväxtart som beskrevs av Hand.-mazz.. Salix hirticaulis ingår i släktet viden, och familjen videväxter. Inga underarter finns listade i Catalogue of Life.